# Гославиці (Кутновський повіт)
Гославиці (пол. Gosławice) — село в Польщі, у гміні Бедльно Кутновського повіту Лодзинського воєводства.
Населення — 124 особи (2011).
У 1975-1998 роках село належало до Плоцького воєводства.

## Демографія
Демографічна структура станом на 31 березня 2011 року:
|          | Загалом | Допрацездатний вік | Працездатний вік | Постпрацездатний вік |
| -------- | ------- | ------------------ | ---------------- | -------------------- |
| Чоловіки | 67      | 18                 | 41               | 8                    |
| Жінки    | 57      | 6                  | 32               | 19                   |
| Разом    | 124     | 24                 | 73               | 27                   |